# Ricardo Pereira (labdarúgó, 1976)
Ricardo Alexandre Martins Soares Pereira, ismertebb nevén Ricardo (Montijo, 1976. február 11. –) portugál válogatott kapus, a Real Betis játékosa.

## Sikerei, díjai

### Klubcsapatban
- Portugál Kupa-győztes: 1997 (Boavista)
- Portugál Szuperkupa-győztes: 1997 (Boavista)
- Portugál Bajnok: 2001 (Boavista)
- UEFA-kupa ezüstérmes: 2005 (Sporting Lisboa)

### Válogatottban
- Európa-bajnoki ezüstérmes: 2004
- világbajnoki résztvevő: 2002, 2006

## Külső hivatkozások
- Statisztika és profil a zerozero.pt weblapon Archiválva 2021. április 18-i dátummal a Wayback Machine-ben